# Pushpa Kamal Dahal

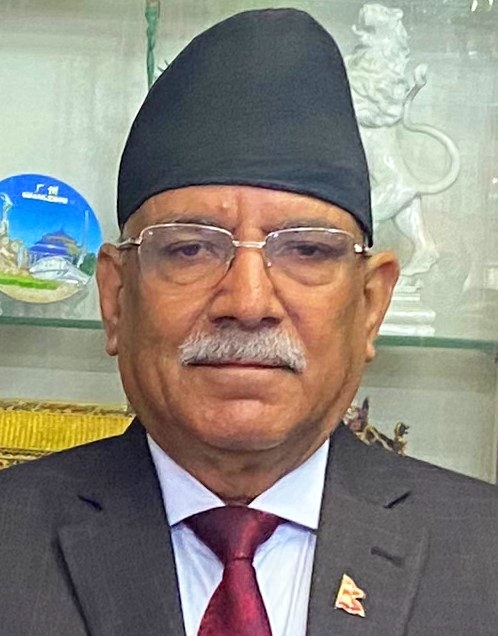
Pushpa Kamal Dahal (2022)

Pushpa Kamal Dahal (Nepali पुष्पकमल दाहाल, * 11. Dezember 1954), genannt Prachanda (प्रचण्ड = „der Kämpferische“), war von Dezember 2022 bis Juli 2024 zum dritten Mal nepalesischer Premierminister. Außerdem ist er der Vorsitzende der Kommunistischen Partei Nepals (Maoistisch) und war Kommandant der maoistischen Rebellen Nepals. Das Amt des Premierministers hatte er bereits von August 2016 bis Juni 2017 und von August 2008 bis Mai 2009 inne.

## Leben
Prachanda wurde als ältestes von acht Kindern in einem Dorf in den Bergen in der Nähe der Stadt Pokhara in Zentralnepal geboren. Er studierte Agrarwissenschaften und wurde 1971 Mitglied der kommunistischen Partei Nepals, die sich in der Folgezeit mehrmals in verschiedene eigenständige Parteien aufsplittete. Ab 1996 war er der Anführer des bewaffneten Rebellenaufstands gegen die feudalen Institutionen und gegen die Monarchie in Nepal. Seit Beginn des „Volkskriegs“ lebte er mit rund 10.000 Kämpfern im Untergrund.
2006 erklärte er eine kommunistische Herrschaft nicht mehr zum Ziel und unterzeichnete mit dem damaligen Premierminister Girija Prasad Koirala eine Vereinbarung zum Ende des 12-jährigen Bürgerkrieges; dafür erklärten sich die Regierungsparteien bereit, auf eine der Hauptforderungen der Maoisten, die Abschaffung der Monarchie, einzugehen.
Am 15. August 2008 wurde Dahal zum Premierminister Nepals gewählt; dabei setzte er sich gegen seinen einzigen Konkurrenten Sher Bahadur Deuba von der Kongresspartei durch. Nachdem Dahal in einem Machtkampf mit der Militärführung Nepals eine Niederlage einstecken musste, kündigte er am 4. Mai 2009 seinen Rücktritt an. Dahal hatte am Vortag Armeechef Rookmangud Katawal entlassen, da sich die Armee weigerte, ehemalige maoistische Guerillakämpfer in ihre Reihen aufzunehmen. Diese Entscheidung führte zum Austritt mehrerer Parteien aus der Regierung Nepals, woraufhin Staatspräsident Ram Baran Yadav die Entlassung Katawals widerrief. Nachfolger des daraufhin zurückgetretenen Dahals wurde der Führer der Marxisten-Leninisten, Madhav Kumar Nepal.
Am 3. August 2016 wurde Dahal mit 363 der 573 Stimmen im Parlament zum zweiten Mal zum Premierminister gewählt, das er bis zum Juni 2017 innehatte. Am 25. Dezember 2022 wurde er mit 169 von insgesamt 275 Stimmen erneut zum Premierminister gewählt. Dabei erhielt er die Unterstützung mehrerer anderer Parteien und unabhängigen Kandidaten. Bei den Parlamentswahlen im November hatte seine Partei mit 32 Sitzen nur den dritten Platz erreicht.

## Ehrung
Die kommunistische Partei Chinas würdigte ihn als Alten Freund des chinesischen Volkes.